# Oidium (zarodnik)

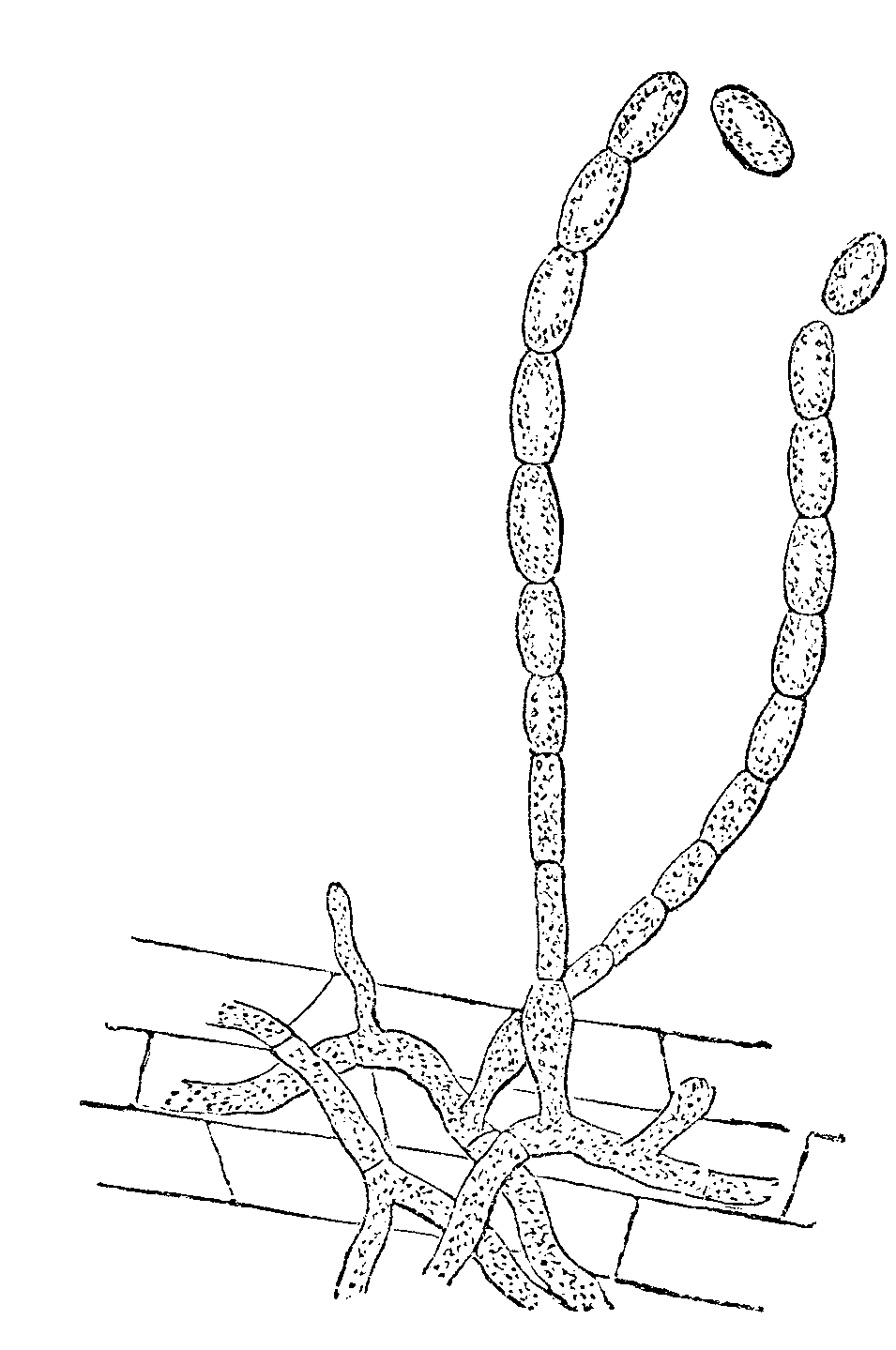
Strzępki Erysiphe sp. rozpadające się na oidia

Oidium (l. mn. oidia), oidiospora – rodzaj zarodników występujących u niektórych grzybów, np. w rodzinie mączniakowatych Erysiphaceae. Należą do grupy mitospor. W pewnym okresie swojego rozwoju niektóre strzępki tych grzybów rozpadają się na mniej więcej kuliste i zazwyczaj cienkościenne komórki. U niektórych jednak gatunków np. z rodzaju Endomyces, oidia otoczone są grubą ścianą komórkową.
Oidia wytwarzane są zarówno przez gatunki, u których cała grzybnia składa się z jednej wielojądrowej komórki, jak np. u rodzaju Chlamydomucor, jak i przez grzyby zbudowane z wielu komórek, jak np. u Collybia conigena. Istnieją gatunki, u których plecha występuje wyłącznie w postaci oidiów.
W podobny sposób, jak oidia powstają chlamydospory pełniące rolę przetrwalników. Istnieją przejściowe formy między chlamydosporami i oidiami.
Zarówno oidia, jak i chlamydospory przez niektórych mykologów zaliczane są do zarodników. Nie są one jednak typowymi formami zarodników. Za takie należy uznać te zarodniki, które powstają wewnątrz komórek, lub na końcach specjalnie do tego celu wyspecjalizowanych strzępek.